# ТВ-19 «Камінець»
19-й (Кам'янець-Подільський) Тактичний відтинок (ТВ-19 «Камінець») належав до Військової округи-3 «Лисоня», групи УПА-Захід. 
Командир: Іван Кедюлич («Довбня», «Чубчик») (01.1945 — †1.08.1945):
- Відділ спеціального призначення – сотенний «Кий»-Гіммельрайх Кость, заст. «Костенко»-Сенів Юрко[1].

Відділ розділений влітку 1945:
- Сотня «Костенка» (Сенів Юрко);
- Група передана «Гордієнку» (Яцишин Іван) († 1.08.1945).